# Бражник, Владимир Иванович
Владимир Иванович Бражник (27 сентября 1924, Люботин, СССР — 29 января 1999, Москва) — советский легкоатлет, чемпион и призёр чемпионатов СССР по прыжкам с шестом, рекордсмен СССР, участник летних Олимпийских игр 1952 года в Хельсинки, мастер спорта СССР (1953).

## Биография
Сын Ивана Андреевича Бражника. Выпускник Киевского института физкультуры 1947 года.
На Олимпийских играх занял 7-е место с результатом 420 см.
В 1956 году защитил диссертацию на получение учёной степени кандидата педагогических наук. Был тренером сборной команды страны по прыжкам с шестом. Работал старшим преподавателем кафедры биомеханики Малаховского института физкультуры.

## Выступления на чемпионатах СССР
- Чемпионат СССР по лёгкой атлетике 1950 года:
  - Прыжок с шестом —  (4,10);
- Чемпионат СССР по лёгкой атлетике 1951 года:
  - Прыжок с шестом —  (4,27);
- Чемпионат СССР по лёгкой атлетике 1953 года:
  - Прыжок с шестом —  (4,30 — рекорд СССР);